# Jadwiga Kurzawińska
Jadwiga Maria Kurzawińska (ur. 7 września 1940 w Warszawie) – polska polityk, posłanka na Sejm PRL VIII kadencji.

## Życiorys
W 1968 uzyskała wykształcenie wyższe pedagogiczne na Uniwersytecie Warszawskim. Od 1965 należała do Polskiej Zjednoczonej Partii Robotniczej, gdzie zasiadała w Plenum oraz egzekutywie Komitetu Dzielnicowego Warszawa-Żoliborz. Była dyrektorem Poradni Wychowawczo-Zawodowej w Warszawie, a także instruktorem Związku Harcerstwa Polskiego. W latach 1980–1985 pełniła mandat posłanki na Sejm PRL VIII kadencji w okręgu Warszawa Wola. Zasiadała w Komisji Oświaty i Wychowania oraz w Komisji Spraw Wewnętrznych i Wymiaru Sprawiedliwości.
Odznaczona Srebrną i Złotą Odznaką za zasługi dla m.st. Warszawy.